# Sencsou–6
A Sencsou–6 a Sencsou-program és Kína második emberes űrrepülése. A személyzetet Fej Csün-lung és Nie Haj-seng alkotta.

## Repülés
A Sencsou–6-ot CZ–2F rakétával indították a Csiucsüan Űrközpontból 2005. október 12-én, majdnem két évvel a Sencsou–5 után. Az űrhajósok öt napot voltak a világűrben, többek között tudományos kísérleteket végeztek. A visszatérő kapszula az űrhajósokkal 2005. október 16-án szállt le Belső-Mongóliában. Az orbitális kabin 2006. április 15-én fejezte be küldetését és még mindig Föld körüli pályán kering.

## Külső hivatkozások
- A Xinhua hírügynökség hírei Archiválva 2005. október 24-i dátummal a Wayback Machine-ben
- Dragon Space – China's civilian, military and manned space programs
- Shenzhou 6 – China's Second Manned Space Mission
- Adatok a Sencsou-6-ról